# Peirús
Peyrus és un municipi francès situat al departament de la Droma i a la regió d'Alvèrnia-Roine-Alps. L'any 2007 tenia 596 habitants.

## Demografia

### Població
El 2007 la població de fet de Peyrus era de 596 persones. Hi havia 218 famílies de les quals 35 eren unipersonals (12 homes vivint sols i 23 dones vivint soles), 70 parelles sense fills, 90 parelles amb fills i 23 famílies monoparentals amb fills.
La població ha evolucionat segons el següent gràfic:
Habitants censats

### Habitatges
El 2007 hi havia 294 habitatges, 218 eren l'habitatge principal de la família, 48 eren segones residències i 28 estaven desocupats. 269 eren cases i 25 eren apartaments. Dels 218 habitatges principals, 170 estaven ocupats pels seus propietaris, 42 estaven llogats i ocupats pels llogaters i 6 estaven cedits a títol gratuït; 3 tenien una cambra, 10 en tenien dues, 22 en tenien tres, 60 en tenien quatre i 123 en tenien cinc o més. 171 habitatges disposaven pel capbaix d'una plaça de pàrquing. A 75 habitatges hi havia un automòbil i a 132 n'hi havia dos o més.

### Piràmide de població
La piràmide de població per edats i sexe el 2009 era:
| Homes | Edats   | Dones |
| ----- | ------- | ----- |
| 0     | 95 o +  | 0     |
| 0     | 90 a 94 | 0     |
| 8     | 85 a 89 | 0     |
| 4     | 80 a 84 | 4     |
| 8     | 75 a 79 | 20    |
| 0     | 70 a 74 | 8     |
| 12    | 65 a 69 | 12    |
| 12    | 60 a 64 | 4     |
| 8     | 55 a 59 | 20    |
| 24    | 50 a 54 | 12    |
| 16    | 45 a 49 | 12    |
| 40    | 40 a 44 | 28    |
| 4     | 35 a 39 | 8     |
| 20    | 30 a 34 | 32    |
| 8     | 25 a 29 | 12    |
| 4     | 20 a 24 | 0     |
| 12    | 15 a 19 | 24    |
| 12    | 10 a 14 | 16    |
| 36    | 5 a 9   | 28    |
| 8     | 0 a 4   | 20    |

## Economia
El 2007 la població en edat de treballar era de 390 persones, 287 eren actives i 103 eren inactives. De les 287 persones actives 273 estaven ocupades (147 homes i 126 dones) i 14 estaven aturades (7 homes i 7 dones). De les 103 persones inactives 25 estaven jubilades, 45 estaven estudiant i 33 estaven classificades com a «altres inactius».

### Ingressos
El 2009 a Peyrus hi havia 224 unitats fiscals que integraven 622,5 persones, la mediana anual d'ingressos fiscals per persona era de 20.816 €.

### Activitats econòmiques
Dels 12 establiments que hi havia el 2007, 1 era d'una empresa de fabricació de material elèctric, 2 d'empreses de construcció, 1 d'una empresa de comerç i reparació d'automòbils, 3 d'empreses d'hostatgeria i restauració, 1 d'una empresa financera, 2 d'entitats de l'administració pública i 2 d'empreses classificades com a «altres activitats de serveis».
Dels 2 establiments de servei als particulars que hi havia el 2009, 1 era un guixaire pintor i 1 restaurant.
L'any 2000 a Peyrus hi havia 12 explotacions agrícoles que ocupaven un total de 329 hectàrees.

## Equipaments sanitaris i escolars
El 2009 hi havia una escola elemental integrada dins d'un grup escolar amb les comunes properes formant una escola dispersa.

## Poblacions més properes
El següent diagrama mostra les poblacions més properes.